# Радзиховская, Елена Александровна
Елена Александровна Радзиховская (род.13 октября 1954 Одесская область, Советский союз —?) — советский историк, кандидат исторических наук, крупный исследователь арагонско-каталонских отношений с Францией XIII—XIV столетий, мать — Андрея Бражевского который погиб 2 мая 2014 году в Одессе, специалист по латинской палеографии, эпиграфике и истории картографирование Северного Причерноморья

## Биография
Родилась 13 октября 1954 года в Одесской области. Семья имела немецкие, греческие, армянские корни. В 1978 окончила исторический факультет МГУ им. Ломоносова. В 1983 года защитила кандидатскую диссертацию на тему: Агароно-Каталонское королевство и Франция во второй половине XIII в начале XIV веков.
С 1991 года работала доцентом при кафедре истории древнего мира и средневековья. Печаталась в научных изданиях на английском и испанских языках.
2 мая 2014 года в Одессе погиб ее единственный сын Андрей Бражевский. С 2014 года Правый Сектор Одессы и Сергей Стерненко обращались с требованиями уволить Елену Александровну с должности доцента исторического факультета но в ее защиту ставали преподаватели и студенты университета. В 2016 году в Женеве вместе с главой огранизации Союз матерей Одессы где зделала ряд заявлений.
Избраные работы:
O. O. Radzihovska. The Mouth of the Danube in the Old Portolans.